# Urbaser
Urbaser és una companyia internacional d'origen espanyol, especialitzada en gestió ambiental amb activitats centrades a serveis urbans, tractament de residus i gestió integral de l'aigua. Té presència en 25 països del món.

## Història
La seva fundació es remunta a l'any 1990 amb la constitució de TecMed S.A. ("Técnicas Medioambientales"), establerta per a donar servei a Ajuntaments i corporacions locals en matèria de residus i medi ambient. Deu anys més tard, es constituïren filials especialitzades com: Socamex, dedicada a la gestió integral de l'aigua; Orto, per a la gestió de parcs i jardins; Vertresa, dedicada a l'eliminació de residus; i Sertego, especialitzada en residus industrials.
L'any 2004, TecMed S.A. passà a denominar-se Urbaser S.A., després de la seva fusió per absorció amb la divisió de medi ambient de Dragados (Grup ACS). Un any després, la companyia inaugurà a Saragossa el Centre d'Innovació Tecnològica de Residus Alfonso Maíllo (CIAM). D'aleshores ençà es convertí en un important referent del desenvolupament de noves tecnologies i processos per al reciclatge i la valorització de residus municipals i industrials.
Des de 2016, Urbaser S.A. forma part de la companyia Firion Investments S.L., societat controlada pel grup Energy Conservation and Enviromental Protection (Cecep). Urbaser és sòcia de Forética, associació d'empreses i professionals de la responsabilitat social empresarial i sostenibilitat.
La companyia desenvolupa diferents activitats, encara que el seu major volum d'activitat se centra en serveis urbans com: la recollida de residus municipals; la neteja viària i de platges; i la gestió de zones verdes. La seva àrea de tractament de residus desenvolupa activitats de disseny i finançament, a més de la construcció, posada en funcionament i manteniment d'instal·lacions de tractament i reciclatge, tractament mecànic biològic, que inclou digestió anaeròbica i compostatge, valorització energètica, estacions de transferència i instal·lacions d'eliminació de residus municipals i industrials. Socamex és la divisió del grup dedicada a la gestió integral del cicle de l'aigua, des de la seva captació, potabilització i dessalinització fins a la seva depuració i tornada al medi natural.
Col·labora amb la consecució de quatre dels disset Objectius de Desenvolupament Sostenible de l'ONU: 1) garantir la disponibilitat d'aigua i la seva gestió sostenible i el sanejament per a tots, 2) reduir la desigualtat en i entre els països, 3) aconseguir que les ciutats i els assentaments humans siguin inclusius, segurs, resilients i sostenibles, i 4) garantir modalitats de consum i producció sostenibles.

## Reconeixement
El 26 d'octubre de 2017 obtingué el Premi AEDIVE – Santiago Losada 2017 a la innovació. Rebé el guardó per haver desenvolupat el primer camió 100% elèctric, tant en la propulsió com en l'operació, destinat a la recollida selectiva automatitzada de residus urbans.